# Допельгангер

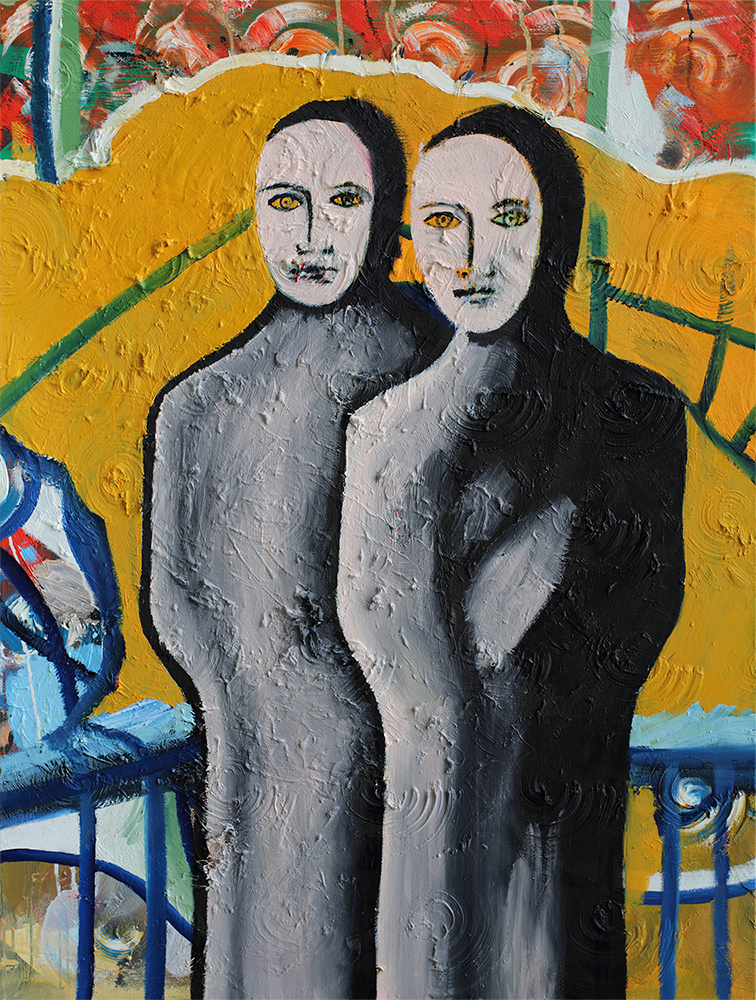
«Допельгангер 1» («Doppelgäger 1»), живопис Себастьяна Бієнека.

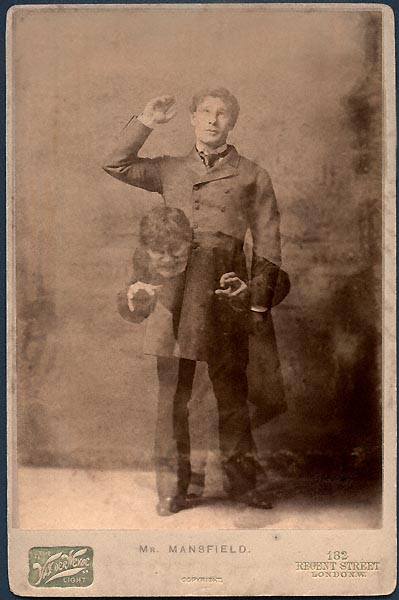

Допельгенгер (нім. Doppelgänger — «двійник») — злий двійник людини в літературі чи інших видах мистецтва, зокрема в літературі епохи романтизму, антитеза янголу-охоронцю. У деяких книгах він не відкидає тіні та не відображається у дзеркалі. Його поява частіше всього передвіщає смерть героя.

## У літературі
Двійник втілює бажання чи інстинкти, які були витіснені суб'єктом як несумісні з моральними та соціальними цінностями, з його «приємними і гідними» уявленнями про самого себе. Нерідко двійник «живиться» коштом героя, в міру занепаду його духу стаючи все більше самовпевненим і ніби займаючи його місце у світі. Одним із перших таких двійників в європейській літературі є Джеральдина, темна сторона ідеалізованої Кристабелі в однойменній поемі «Кристабель» Колріджа, написаній в 1797 році.
Допельгангери не раз з'являються у Гофмана, від якого тема містичного, часто диявольського двійництва перекочувала у витвори російських класиків — Олександр Сергійович Пушкін («Самітній будиночок на Васильєвському острові»), Одоєвського («Сильфіда»), Гоголя («Шинель») та Достоєвського (повість «Двійник»).
Багато повістей про двійників, щоб підкреслити внутрішню схожість, роблять їх близькими родичами або фіксують невиразний еротичний потяг між двома «половинками». Наприклад, у Колріджа Джеральдина, провівши ніч оголеною у ліжку Кристабель, з часом займає місце її покійної матері, звабивши і повністю підкоривши собі її батька, а двійники із «Майстера Баллантре» — рідні брати.
В епоху модернізму тема двійників отримала друге народження. Двійництво психологізують, іноді з позиції фройдизму, як рокові двійники нерідко виступає батько та син («Улісс» Джойса). Те, що двійниками майже завжди виступають особи чоловічої статі, засвідчує, що двійник — це свого роду нарцисична проєкція суб'єкта, яка запобігає формуванню відносин з протилежною статтю.

## Двійник у фантастиці
Інший варіант допельгангера зустрічається у творах фантастики. Це перевертень, здатний з найвищою точністю відтворювати зовнішній вигляд людини, поведінку, а іноді навіть психіку того, кого він копіює. У своєму природному образі допельгангер має вигляд звичайної чоловікоподібної фігури, виліпленої з глини із змазаними рисами. Однак в цьому стані його рідко можливо побачити: допельгангер надає перевагу маскуванню, розуміючи, яку ненависть викликають його здібності.

## Двійник у кіно
- «Празький студент» (Німеччина, 1913)
- «Незнайомці в поїзді» (США, 1950)
- «Тінь воїна» (Японія, 1980)
- «Синій оксамит» (США, 1986)
- «Подвійне життя Вероніки» (Франція-Польща, 1991)
- «Доппельгангер» (США, 1992)
- «Бійцівський клуб» (США, 1999)
- «Машиніст» (Іспанія-США, 2004)
- «Престиж» (США, 2006)
- «Чорний лебідь» (США, 2010)
- «Друга земля» (США, 2011) — двійник представлений як світла сторона особистості
- «Двійник» (Англія, 2013)
- «Ворог» (Канада-Іспанія, 2014)
- «Щоденники вампіра» (США, 2009)
- «Твін Пікс: 3 сезон» (США, 2017)
- •"Аутсайдер: 1 сезон" (США, 2020)